# Rupi del Monte Pollino
Rupi del Monte Pollino este o arie protejată (arie specială de conservare — SAC, sit de importanță comunitară — SCI) din Italia întinsă pe o suprafață de 25 ha, integral pe uscat.

## Localizare
Centrul sitului Rupi del Monte Pollino este situat la coordonatele 39°54′18″N 16°10′55″E / 39.904987°N 16.181967°E.

## Înființare
Situl Rupi del Monte Pollino a fost declarat sit de importanță comunitară în septembrie 1995 pentru a proteja 3 specii de animale. Situl a fost protejat și ca arie specială de conservare în iunie 2017.

## Biodiversitate
Situată în ecoregiunea mediteraneană, aria protejată conține 6 habitate naturale: Păduri de pin oro-mediteraneene de altitudine, Pajiști alpine și subalpine calcaroase, Păduri de fag din Apenini cu Abies alba și păduri de fag cu Abies nebrodensis, Pante stâncoase calcaroase cu vegetație casmofită, Grohotișuri termofile și vest-mediteraneene, Pajiști uscate seminaturale și facies de acoperire cu tufișuri pe substraturi calcaroase (Festuco-Brometalia) (* situri importante pentru orhidee).
La baza desemnării sitului se află mai multe specii protejate:
- păsări (1): acvilă de munte (Aquila chrysaetos)
- mamifere (1): lupul (Canis lupus)
- nevertebrate (1): Buprestis splendens

Pe lângă speciile protejate, pe teritoriul sitului au mai fost identificate 16 specii de plante.